# Ornithogalum umbratile
Ornithogalum umbratile är en sparrisväxtart som beskrevs av Tornad. och Fabio Garbari. Ornithogalum umbratile ingår i släktet stjärnlökar, och familjen sparrisväxter.
Artens utbredningsområde är Italien. Inga underarter finns listade i Catalogue of Life.